# Marek Krzywoń
Marek Krzywoń – polski tenor.

## Życiorys
W latach studiował 1974-1981 na Wydziale Wokalnym Akademii Muzycznej w Krakowie w klasie śpiewu solowego prof. Adama Szybowskiego. Od roku 1980 związany jest na stałe z zespołem Capella Cracoviensis oraz zespołem Rorantyści. Był też pracownikiem Chóru Filharmonii Krakowskiej oraz Chóru Polskiego Radia i Telewizji.
Specjalizuje się w wykonywaniu muzyki oratoryjno-kantatowej. Jest wykonawcą licznych partii solowych w kraju i za granicą, między innymi we Włoszech, Francji, Szwajcarii, Niemczech, Kanadzie, USA i Japonii, Korei Południowej. Brał udział w wielu festiwalach muzycznych (Festiwal Händlowski w Halle, Festiwal Telemanna w Magdeburgu, Dresdner Festspiele, Wratislavia Cantans, Muzyka w Starym Krakowie, Starosądecki Festiwal Muzyki Dawnej, in.). Wykonuje także repertuar pieśniarski.
Dokonał wielu nagrań radiowych, telewizyjnych, płytowych oraz muzyki do teatru i filmu. Płyta z muzyką Dariusa Milhauda, w której nagraniu brał udział, otrzymała dwie prestiżowe nagrody: Grand Prix du Disque oraz Diapason d’Or.
W roku 2009 w kategorii Album Roku Muzyka Dawna i Barokowa otrzymał wraz z zespołem Capella Cracoviensis Nagrodę muzyczną Fryderyk.
W swojej wieloletniej pracy artystycznej współpracował z wieloma dyrygentami, takimi jak: Stanisław Gałoński, Jerzy Katlewicz, Stanisław Krawczyński, Jerzy Maksymiuk, Krzysztof Penderecki, Tadeusz Strugała, Andrzej Straszyński, Antoni Wit, Karl Anton Rickenbacher, Philippe Herreweghe, Paul Esswood.